# Amerikai Horror Story: Boszorkányok
Amerikai Horror Story: Boszorkányok címre keresztelték az amerikai FX csatornán 2013. október 9-e és 2014. január 29-e között vetített  Amerikai Horror Story harmadik évadát. Az évad eseményei napjainkban és az 1830-as években játszódnak. A történet a  boszorkányokról, boszorkányságról, elnyomásról és a rasszizmusról szól. Magyarországon szinte 1 évvel később 2014. október 10-én kezdte sugározni a Viasat 6.

## Bevezető
A salemi boszorkánypereknek immmáron 300 éve vége. A túlélő boszorkányok fajtája már majdnem kihalt és újra veszélybe kerülnek. New Orleansban nyitottak egy iskolát a fiatal boszorkányoknak, hogy megtanulják hogyan védjék meg magukat.

## Szereplők
| Alakító                 | Magyar hang        | Szerep                 | Leírás | Epizódok |
| ----------------------- | ------------------ | ---------------------- | --- | -------- |
| Sarah Paulson           | Peller Anna        | Cordelia Foxx          | A boszorkányakadémia igazgatója. | 13       |
| Jessica Lange           | Csere Ágnes        | Fiona Goode            | Cordelia anyja - a legnagyobb erővel bíró boszorkány, avagy a legfőbb.                                                                 | 13       |
| Riley Voelkel           | Mórocz Adrienn     | Fiona Goode            | Cordelia anyja - a legnagyobb erővel bíró boszorkány, avagy a legfőbb.                                                                 | 3        |
| Taissa Farmiga          | Pekár Adrienn      | Zoe Benson             | Szexuális úton ölő fiatal, kezdő boszorkánytanonc.                                                                                     | 13       |
| Emma Roberts            | Bogdányi Titanilla | Madison Montgomery     | Hírhedt volt-gyerekszínész, immár boszorkánytanonc.                                                                                    | 13       |
| Gabourey Sidibe         | Szilágyi Csenge    | Queenie                | Színes bőrű boszorkánytanonc, aki egy élő vudu baba.                                                                                   | 12       |
| Angela Bassett          | Bognár Gyöngyvér   | Marie Laveau           | Jól ismert, New Orleans-i vudu királynő.                                                                                               | 12       |
| Even Peters             | Czető Roland       | Kyle Spencer           | Főiskolás fiú, aki meghal, majd Frankenstein-módra keltetik újra életre.                                                               | 11       |
| Kathy Bates             | Molnár Piroska     | Delphine LaLaurie      | Gazdag, zsémbes úrnő, aki a padlásán kínozza sötét bőrű rabszolgáit, majd lányait.                                                     | 10       |
| Denis O'hare            | Harsányi Gábor     | Spalding               | Az akadémia inasa, aki szerelméért kivágta saját nyelvét.                                                                              | 10       |
| Lily Rabe               | Solecki Janka      | Misty Day              | Naiv, bohém boszorkány, aki különösen ért a halottidézéshez.                                                                           | 10       |
| Frances Conroy          | Egri Márta         | Myrtle Snow            | Cordelia életében a valós anyafigura - egy divatmegszállott idős boszorkány, a boszorkánytanács vezetője és az igazmondás védelmezője. | 9        |
| Michelle Page           | Kis-Kovács Luca    | Myrtle Snow            | Cordelia életében a valós anyafigura - egy divatmegszállott idős boszorkány, a boszorkánytanács vezetője és az igazmondás védelmezője. | 1        |
| Jamie Brewer            | Pupos Tímea        | Nan                    | Látnoki képességű boszorkánytanonc. | 9        |
| Josh Hamilton           | Szabó Máté         | Henry Renard           | Cordelia férje Hank Foxx álnéven, aki valójában beépült boszorkányvadász.                                                              | 7        |
| Danny Huston            | Kőszegi Ákos       | A Hóhér                | 1919-ben megölt New Orleans-i baltás sorozatgyilkos, aki szellemként él tovább az akadémián belül.                                     | 7        |
| Ameer Baraka            | Maday Gábor        | Bastien, a minotaurusz | Laveau szeretője, aki LaLaurie áldozatává vált, majd minotauruszként keltetik újra életre.                                             | 6        |
| Jennifer Lynn Warren    | Erdős Borcsa       | Borquita Lopez         | LaLaurie legidősebb lánya. | 6        |
| Raeden Greer            | Csépai Eszter      | Pauline LaLaurie       | LaLaurie legfiatalabb lánya. | 5        |
| Ashlynn Ross            | Hábermann Lívia    | Marie Jeanne LaLaurie  | LaLaurie középső lánya. | 5        |
| Alexander Dreymon       | Gacsal Ádám        | Luke Ramsey            | Nan reménybeli partnere. | 5        |
| Dana Gourrier           | Kiss Virág         | Chantal                | Laveau egy leszármazottja. | 5        |
| Patti LuPone            | Andresz Kati       | Joan Ramsey            | Luke anyja - egy elvakult, gyilkolni képes keresztény.                                                                                 | 4        |
| Scott Michael Jefferson | Forgács Gábor      | Louis LaLaurie         | LaLaurie férje. | 4        |
| Lance Reddick           | Mihályi Győző      | Papa Legba             | Lelkeket vásárló, ártatlanokat követelő vudu istenség.                                                                                 | 3        |
| Michael Cristofer       | Vass Gábor         | Harrison Renard        | Hank apja - a boszorkányvadászcég igazgatója.                                                                                          | 3        |
| Robin Bartlett          | Zsurzs Kati        | Cecily Pembroke        | A boszorkánytanács társtagjai Myrtle Snow oldalán.                                                                                     | 3        |
| Leslie Jordan           | Beregi Péter       | Quentin Fleming        | A boszorkánytanács társtagjai Myrtle Snow oldalán.                                                                                     | 3        |
| Stevie Nicks            | Koncz-Kiss Anikó   | Önmaga                 | Híres énekesnő, aki ahogy hírlik róla, valóban boszorkány.                                                                             | 2        |
| Christine Ebersole      | Menszátor Magdolna | Anna Leigh Leighton    | Korábbi legfőbb, akit Fiona váltott le 1971-ben.                                                                                       | 2        |
| Alexandra Breckenridge  | Pálmai Anna        | Kaylee                 | Fiatal boszorkány, aki a vadászok áldozatává válik.                                                                                    | 2        |
| Mare Winningham         | Bertalan Ágnes     | Alicia Spencer         | Kyle Spencer anyja, aki szexuálisan molesztálja fiát.                                                                                  | 2        |
| Grace Gummer            | Sallai Nóra        | Millie                 | Boszorkánytanonc 1919-ben, aki végez a Hóhérral.                                                                                       | 1        |
| Grey Damon              | Horváth Gergely    | Archie Brener          | Kyle főiskolás barátja, Madison erőszaktevője.                                                                                         | 1        |
| Savannah DesOrmeaux     | Czető Zsanett      | Leslie                 | Fiona és Myrtle lelkes, túláradó boszorkánytanonctársa 1971-ben.                                                                       | 1        |
| Arabella Field          | Törtei Tünde       | Nora Benson            | Zoe Benson anyja, aki nem örökölte a boszorkányságot.                                                                                  | 1        |

## Epizódok
| Sor. | Év. | Cím                                                                  | Rendező             | Író                         | Premier                               | Nézettség   |
| --- | --- | -------------------------------------------------------------------- | ------------------- | --------------------------- | ------------------------------------- | ----------- |
| 26. | 1.  | A mágia ereje ("Bitchcraft")                                         | Alfonso Gomez-Rejon | Ryan Murphy és Brad Falchuk | 2013. október 9. 2014. október 10.    | 5.54 millió |
| Az nyitójelenetben 1830-as években járunk ahol, Delphine LaLaurie küzd azért, hogy társadalomban megtartsa helyét. Titokban pedig rabként tartja a rabszolgáit. Napjainkban Cordelia Foxx vezeti a fiatal boszorkányoknak létrehozott iskolát, ahol megtanulják megvédeni magukat. Az egyik diáklányt egy fiúcsapat megerőszakolja, később a lány felhasználva erejét megöli őket. Másnap az iskolánál rendőrök jelennek meg. Fiona megtudja, hogy LaLaurie életben van, így kiszabadítja őt sírjából majd elrejti az iskolában. |     |                                                                      |                     |                             |                                       |             |
| 27. | 2.  | A tökéletes pasi ("Boy Parts")                                       | Michael Rymer       | Tim Minear                  | 2013. október 16. 2014. október 17.   | 4.51 millió |
| LaLaurie elmondja, hogy egy megkínzott rabszolgájának rokona, Marie Laveau (aki boszorkány) adott neki egy halhatatlanságot biztosító italt, majd élve eltemették, családját pedig megölték. Madison barátnője kedvéért feltámasztja az egyik fiút, akit erejével megölt. |     |                                                                      |                     |                             |                                       |             |
| 28. | 3.  | Elődök és utódok ("The Replacements")                                | Alfonso Gomez-Rejon | James Wong                  | 2013. október 23. 2014. október 24.   | 3.78 millió |
| 1971-ben tudatják a fiatal Fionával, hogy ő a következő Legfőbb boszorkány, majd később megöli elődjét. A jelenben Fiona tudatja Madison-nal, hogy ő lesz a következő Legfőbb, de később őt is megöli. A feltámasztott Kyle-t Zoe visszaviszi anyjához, később kiderül, hogy anyja szexuálisan zaklatta fiát. Mire Zoe visszamegy a házba Kyle megöli anyját. |     |                                                                      |                     |                             |                                       |             |
| 29. | 4.  | Ijesztő csínyek ("Fearful Pranks Ensue")                             | Michael Uppendahl   | Jennifer Salt               | 2013. október 30. 2014. október 31.   | 3.71 millió |
| Az iskolába megérkezik a boszorkány tanács az egyik diák eltűnése miatt. Quinne-t megtámadja egy lény, akit Fiona lefejez. Kiderül, hogy a lény Marie Laveau kedvese volt akit LaLaurie kínzott meg. Később Fiona megtudja, hogy nem is Madison lett volna a következő Legfőbb boszorkány... |     |                                                                      |                     |                             |                                       |             |
| 30. | 5.  | Boszorkányégetés ("Burn, Witch. Burn!")                              | Jeremy Podeswa      | Jessica Sharzer             | 2013. november 6. 2014. november 7.   | 3.80 millió |
| Marie Laveau zombikat küld a boszorkányházhoz, amiért Fiona lefejezte kedvesét. A boszorkánytanács újra megjelenik a háznál a történtek miatt Fiona eléri, hogy a tanács egyik tagjától elvegyék tisztségét, ezen kívül máglyán elégetik, de Misty Day feltámasztja. |     |                                                                      |                     |                             |                                       |             |
| 31. | 6.  | A hóhér eljövetele ("The Axeman Cometh")                             | Michael Uppendahl   | Douglas Petrie              | 2013. november 13. 2014. november 14. | 4.16 millió |
| 1919-ben a "A New Orleans-i hóhér" megölt számtalan embert. Végül a boszorkányházban fiatal boszorkányok csapdába csalták és megölték. Zoe és a többi lánytársa megidézik a szellemtáblán és ő elmondja nekik hol van a halott Madison cserébe a szabadulásáért. Cordelia-t megtámadják savval, így megvakul, cserébe mások gondolatába lát. Madisonba Misty Day segítségével újra életet lehelnek. |     |                                                                      |                     |                             |                                       |             |
| 32. | 7.  | Vérbosszú ("The Dead")                                               | Bradley Buecker     | Brad Falchuk                | 2013. november 20. 2014. november 21. | 4. millió   |
| Cordelia megtudja, hogy anyja megölte Madisont és Zoe-val eltervezik, hogy megölik őt. Eközben Fiona a New Orleans-i hóhér társaságát élvezi. Quinne Delphine-t átadja Marie Laveau-nak aki újból bebörtönözi. |     |                                                                      |                     |                             |                                       |             |
| 33. | 8.  | A szentáldozat ("The Sacred Taking")                                 | Alfonso Gomez-Rejon | Ryan Murphy                 | 2013. december 4. 2014. november 28.  | 4.07 millió |
| Cordelia és a lányok tervet eszelnek ki Fiona megölésére, de végül Spalding (akit korábban a lányok megöltek) szelleme megmenti a nőt. Myrtle visszatér és felfedi a következő Legfőbb-et. Marie elküldi a boszorkányházba Delphine fejét egy dobozban. |     |                                                                      |                     |                             |                                       |             |
| 34. | 9.  | A rajtaütés ("Head")                                                 | Howard Deutch       | Tim Minear                  | 2013. december 11. 2014. december 5.  | 3.97 millió |
| Fiona szövetséget kér Marie Laveau-tól a boszorkánytámadások miatt, de az visszautasítja. Később mikor őket támadják meg, elfogadja a szövetséget. Nan tisztánlátása miatt sötét titokra derül fény a szomszéd fiú családjában. Queenie ezalatt Dalphine-t próbája meg arra sarkallni, hogy értékelje népét. |     |                                                                      |                     |                             |                                       |             |
| 35. | 10. | A varázslatos Stevie Nicks ("The Magical Delights of Stevie Nicks ") | Alfonso Gomez-Rejon | James Wong                  | 2014. január 8. 2014. december 12.    | 3.49 millió |
| Fiona és Marie szövetséget kötnek, hogy megvéljék magukat a boszorkányvadászoktól. Nan ereje növekszik és a többi lány is verseng egymással, amit Madison megpróbál szabotálni. Kiderül Marie miért maradt fiatal ilyen hosszú évek múltán is... |     |                                                                      |                     |                             |                                       |             |
| 36. | 11. | Mindent a gyülekezetért ("Protect the Coven ")                       | Bradley Buecker     | Jennifer Salt               | 2014. január 15. 2014. december 19.   | 3.46 millió |
| Zoe mágiával kideríti, hogy Marie és Fiona vízbe fojtották Nan-t. Cordelia nagy áldozatot hoz a csoportért. Marie és Fiona a boszorkányvadász céggel készül tárgyalni. Queenie és Dalphine is feltűnnek a színen, Zoe és Kyle megszöknek az iskolából. |     |                                                                      |                     |                             |                                       |             |
| 37. | 12. | Üdv a Pokolban ("Go to Hell ")                                       | Alfonso Gomez-Rejon | Jessica Sharzer             | 2014. január 22. 2014. december 26.   | 3.35 millió |
| Cordelia legújabb látomása megkérdőjelezi a Coven jövőjét. Fiona uralkodásának vége közeledtével, a lányok új, erőteljes képességekre tesznek szert. Marie Laveau keresése Queenie-t a Pokolba vezeti és onnan vissza. |     |                                                                      |                     |                             |                                       |             |
| 38. | 13. | A Hét Csoda (" Seven Wonders")                                       | Alfonso Gomez-Rejon | Douglas Petrie              | 2014. január 29. 2015. január 2.      | 4.24 millió |
| A lányok szembenéznek a Hét Csodával, és egy új Legfőbb emelkedik fel közülük. |     |                                                                      |                     |                             |                                       |             |